# Le Plan des envahisseurs
Le Plan des envahisseurs (titre original : The Invaders Plan) est un roman de science-fiction à tonalité humoristique, écrit par Ron Hubbard (ou dont la rédaction a été supervisée par lui).
Il s'agit du premier tome du cycle de science-fiction intitulé Mission Terre, qui comprend les parties 1 à 11 de la suite romanesque, sur 92 parties au total. 
Dans sa version livre de poche, le roman comporte 581 pages et est le plus long de la série.

## Publications

### Publications aux États-Unis
Le roman a été publié aux États-Unis en octobre 1985. 
Il a été par la suite réédité :
- chez Bridge Publications en 1988 ;
- chez Galaxy Press en 2004, 2012, 2013 et 2017[1].

### Publications en France
Le roman est paru en France en grand format en janvier 1988 aux éditions Presses de la Cité puis en octobre 1988 chez France Loisirs.
Il a été publié en format livre de poche en 1991 et en 1993 aux éditions Presses Pocket sous le numéro 5441.

## Thème de la série
Sur la planète Voltar, le chef des services secrets, le sinistre et mégalomane Lombar Hisst, a décidé d'envoyer sur la planète Blito P-3 (la Terre) un agent secret sans états d'âmes, Soltan Gris, chargé de le ravitailler en drogue, qu'il revend secrètement sur Voltar. Il charge aussi Soltan Gris de neutraliser Jettero Heller, un ingénieur de combat de la Flotte envoyé sur la Terre pour aider les humains à cesser de dégrader leur planète en la polluant et en la surexploitant. En effet, pour garantir l'approvisionnement régulier en drogue, il ne faut surtout pas que le gouvernement voltarien apprenne que les humains détruisent si rapidement leur planète qu'une intervention militaire s'avère nécessaire.
Arrivé sur Terre, Soltan Gris, être cupide et sans scrupules, va complètement et involontairement rater sa mission…
Les romans de la série ne sont pas dénués d'un certain humour sarcastique, lié en particulier au fait que le « méchant », Soltan Gris, qui est le narrateur du récit :
- d'une part ne s'aperçoit pas de l'idiotie ou de la non pertinence de ses propos, en commentant de manière totalement erronée le comportement de ses ennemis ou le sien,
- d'autre part est persuadé d'avoir un comportement professionnel excellent alors que le lecteur s'aperçoit que ses projets sont voués à l'échec.

Le narrateur du roman est Soltan Gris.

## Personnages
Personnages récurrents de la série
- Soltan Gris : officier de l’Appareil de Coordination de l'Information (le « méchant »).
- Lombar Hisst : directeur général de l'Appareil de Coordination de l'Information (le « méchant-en-chef »).
- Jettero Heller : ingénieur de combat de la Flotte spatiale (le « gentil »), compagnon de la Comtesse Krak.
- Comtesse Krak (Lissus Moam) : enseignante et dresseuse de léprodontes [2], compagne de Jettero Heller ; condamnée pour meurtre, elle est la sœur du comte Krak.

Autres personnages importants dans le volume
- Dr Prahd Bittlestiffender : jeune médecin-cytologiste, recruté par Soltan Gris.
- Dr Crobe : médecin-cytologiste de l’Appareil de Coordination de l'Information sur Voltar ; il travaille au camp Répulsos ; il prend plaisir à créer des monstres à partir d'êtres vivants.
- Bawtch : chef-adjoint de la section 451 de l'Appareil ; il est placé sous les ordres de Soltan Gris, qu'il méprise ouvertement.
- Snelz : commandant de section du Camp Répulsos, qui s'est lié d'amitié avec Heller et la Comtesse Krak alors détenus dans le camp.
- Ske : chauffeur personnel de Soltan Gris sur Voltar.

Personnages secondaires
- Raza Torr : officier de l'Appareil.
- Capitaine Stabb : commandant du vaisseau spatial Remorqueur 1.
- Hightee Heller : sœur de Jettero Heller ; chanteuse très connue sur Voltar.
- Spurk : propriétaire d'une agence Les Yeux et les Oreilles de Voltar ; Soltan Gris l'assassine pour s'emparer de mouchards d'espionnage et de matériel sophistiqué.
- Lord Endow : ministre chargé de la Division Extérieure.
- Tars Roke : officier de la Flotte, supérieur de Jettero Heller.
- Pratia Tayl : veuve, nymphomane.

## Résumé du roman

### Mise en place de l'intrigue
Parties 1 et 2.
Lombar Hisst, le directeur général de l’« Appareil de Coordination de l'Information » (l'Appareil), une agence secrète d'un empire extraterrestre, la Fédération de Voltar, est furieux : un rapport, envoyé par la Flotte spatiale de la Fédération, informe le gouvernement impérial que les habitants de la planète no 3 du système Blito (la Terre), après avoir atteint l'ère atomique, se mettent à polluer leur planète de manière inconsidérée et à très grande vitesse. Hisst évoque la situation devant son subordonné, Soltan Gris qui, au sein de l'Appareil, est chargé du suivi du secteur 451 de la galaxie : le gouvernement voltarien n'aurait jamais dû être informé de ce fait !
Or le Calendrier d'Invasion de Voltar ne prévoit pas la conquête de Blito-P3 par les forces voltariennes avant un siècle. Que se passera-t-il si d'ici là les Terriens rendent leur planète irrespirable et inhabitable ? Sera-t-elle alors une « bonne conquête » ?
Quelques jours plus tard, le sujet est évoqué lors du conseil des ministres du gouvernement voltarien. Un débat a lieu et un compromis est trouvé : le gouvernement enverra un agent secret sur Blito-3 pour « diffuser » à travers la population, par l'intermédiaire des milieux scientifiques, des innovations techniques permettant aux habitants de moins polluer la planète. Le suivi du dossier est confié à l'Appareil qui a carte blanche et disposera, pour ce faire, d'une ligne de crédit budgétaire ad'hoc. Lombard Hisst retrouve le sourire : c'est lui qui va suivre toute l’affaire.
Il explique alors à Soltan Gris qu'il a déjà choisi l'agent qui sera envoyé sur Terre ; il s'agit d'un ingénieur de combat de la Flotte, Jettero Heller, celui-là même qui a rédigé le rapport pour la Flotte spatiale. L'homme sera placé sous l'autorité officielle de Soltan Gris. Mais ce que Heller ignore, c'est que Gris aura pour tâche secrète, depuis la base terrienne secrète de l'Appareil située à Afyonkarahisar (« Afyon ») en Turquie, de faire échouer Heller et de saboter ses actes. Pour des motifs qui lui sont personnels, Lombar Hisst souhaite en effet que la Terre ne soit pas « suivie » par les autorités officielles de Voltar.

### Heller, Krak, Crobe et vaisseau spatial
Parties 3 à 7.
Incarcéré provisoirement au Camp Répulsos (le centre de détention secret de l'Appareil sur Voltar, situé en plein désert), Jettero Heller reçoit la visite de Soltan Gris, qui l'« embauche » pour la « Mission Terre ».
Heller étant obligé de connaître les langues de la Terre, Gris le présente à la jeune et belle Comtesse Krak. Celle-ci, ancienne délinquante retenue à Répulsos, sert de professeur aux membres de l'Appareil dans diverses disciplines, en particulier l'enseignement des langues et le dressage d'animaux sauvages.
Cependant, Heller et la comtesse ne tardent pas à tomber amoureux l'un de l’autre puis à « roucouler » comme un jeune couple, à la grande fureur de Gris. Les deux tourtereaux se rendent d'ailleurs compte qu'ils ont tous deux originaires de la même planète, Manco, et qu'ils connaissent les mêmes légendes liées au prince Caucalsia.
Soltan Gris décide alors d'avoir un moyen de pression sur l'ingénieur de combat ; il ordonne à l'un de ses hommes de jouer aux dés avec Heller, le but étant d'utiliser des dés pipés afin de lui faire perdre une grande quantité d'argent. La partie a lieu mais ne déroule pas comme prévu. En effet Heller, avant de commencer à jouer, prend la précaution de désactiver le mécanisme permettant de tricher avec ces dés, tout simplement en les secouant très fortement pendant deux minutes. Les 5 000 crédits que Gris avait confiés à son homme de main sont gagnés par Heller de manière loyale. Soltan Gris, devenant soudainement fauché, commence à s'inquiéter sur son avenir financier.
Soltan Gris fait aussi la connaissance du Dr Crobe, le sinistre médecin-biologiste du Camp Répulsos, dont le passe-temps favori est la création de monstres par la modification de l'ADN. Chaque fois que Gris se trouve en présence de Crobe, ou plus généralement pense du mal de Jettero Heller, il a une brusque envie de vomir.
Soltan Gris envisage de se rendre sur Terre à bord du vaisseau habituel de l'Appareil, le Blixo, qui fait régulièrement l'aller-retour entre Voltar et la Terre en six semaines. Néanmoins, Heller ne l'entend pas de cette oreille. Il fait acheter, par l'intermédiaire de Gris et pour un prix de 500 000 crédits (sur les trois millions accordés pour le budget), le vaisseau Remorqueur 1 qui, équipé du système de propulsion « Y avait - Y aura », va bien plus vite que les vaisseaux spatiaux habituels et pourrait parcourir la même distance en trois jours. Ce vaisseau est resté au hangar depuis que son frère jumeau, le Remorqueur 2, avait explosé dans l'espace.
Après l’acquisition du vaisseau, Heller le fait aménager et y installe la comtesse Krak : le vaisseau devient leur « petit nid d'amour ». Il fait aussi entièrement réviser le vaisseau.

### Divers préparatifs avant le départ
Parties 8 à 11.
Au cours d'un entretien avec Lombar Hisst, Soltan Gris découvre que ce dernier envisage de fomenter un coup d'État pour renverser l'empereur Cling-le-Hautain et devenir empereur de Voltar à la place de ce dernier. Il constate aussi la schizophrénie et la mégalomanie de son supérieur hiérarchique.
Hisst lui explique que sur Terre, Gris sera aidé par deux agents de l'Appareil, Raht et Terb, et qu'il a prévu de donner à Heller une identité très spécifique, celle de Delbert Rockecenter junior. Or, sachant que Delbert Rockecenter est l’homme le plus riche de la Terre et le plus puissant, nul doute qu'Heller, pris en tenaille par Gris et ses hommes et par les forces de police terriennes dirigées indirectement par Rockecenter, sera rapidement éliminé : dès qu'il utilisera cette fausse identité, Heller sera un homme fini.
Avant de partir, Hisst menace Gris : il l'informe qu'il a aussi désigné un assassin secret chargé de l'exécuter si jamais Heller arrivait à mener son projet à bien. Gris doit être prudent et s'acquitter correctement de sa mission ; en cas de succès, il pourrait monter en grade et, pourquoi pas, devenir un jour directeur général de l'Appareil. Mais il est prévenu qu'en cas d'échec, il le paiera.
Avant le départ vers la Terre, Soltan Gris procède à diverses opérations secrètes.
En premier lieu, étonné par le fait qu'il est parfois paralysé du bras droit, qu'il ne supporte plus la vue du sang et qu'il vomit chaque fois qu'il pense à Heller, Gris va consulter un psychiatre. Ce dernier, grâce à l'hypnose, lui fait découvrir que la comtesse Krak l'avait elle-même hypnotisé : chaque fois que Gris pensait du mal de Jettero Heller, son bras se paralysait et voulait vomir. Le psychiatre fait disparaître cette névrose hypnotique. Lorsque le psychiatre exige que Gris lui verse une importante somme d'argent en contrepartie de son silence, Gris n'hésite pas : il le tue en le poignardant.
En deuxième lieu, grâce au budget affecté au projet, Gris fait transmuter du plomb en or (ce qui est une chose facile sur Voltar, l'or n'ayant peu de valeur) et fait placer cet or à bord du Remorqueur 1. Ainsi, il espère être riche quand il arrivera sur Terre.
En troisième lieu, il assassine Spurk, le propriétaire du magasin de vente de matériel électronique Les Yeux et les Oreilles de Voltar afin de s'emparer de son matériel sophistiqué d'espionnage qu'il envisage d'utiliser contre Jettero Heller. Gris croise aussi un mafieux humain, Gunsalmo Silva, fait prisonnier sur Terre et amené sur Voltar. On retrouvera ce personnage ultérieurement, dans le tome 3, lorsqu'il sera ramené sur Terre.
Enfin Soltan Gris rencontre un jeune médecin-biologiste (un « cytologiste ») qui débute à peine dans la vie active, le Dr Prahd Bittlestiffender, afin que celui-ci implante dans le crâne de Heller un système d'espionnage électronique. Ce système consiste en deux minuscules émetteurs accolés près du nerf optique et du nerf auditif, qui permettent à un tiers (Gris) muni du matériel adéquat d'espionner Heller en voyant et entendant comme lui. Ce dispositif lui permettra de suivre Heller à distance sur Terre pour le manipuler sans qu'il s'en doute, Gris devant suivre les faits et gestes de Heller aux États-Unis depuis la base de l'Appareil en Turquie. Du fait de la distance, il fait installer le Relais 831, qui augmente la portée du système d’espionnage. Le jeune cytologiste procède sur Heller à l'intervention chirurgicale, qui est un plein succès.
Soltan Gris et Prahd ont tous deux une brève relation sentimentale avec une jeune veuve nymphomane, Mme Tayl. Les conséquences inattendues de cette liaison sur le sort de Gris seront révélées dans le tome 3.
L'heure du départ arrive : une cérémonie publique a lieu, le vaisseau est rebaptisé Prince Caulcalsia puis, sous les ordres du capitaine Stabb, quitte Voltar en direction de la Terre dans un tohu-bohu indescriptible, lié à une bagarre générale entre les agents de la Flotte opposés à ceux de l’Appareil. Pour se donner du courage, Soltan ingère une capsule de speed trouvée dans un tube de comprimés terriens.

## Prologues

### Extraits de la «Mise en garde du censeur voltarien»
Le roman est précédé par un « Avant-propos du Censeur voltarien », dénommé Lord Invay. Cet avant-propos commence de la manière suivante :

« En ces jours où une littérature médiocre et inquiétante enseigne à nos jeunes la violence et le délire, c'est avec plaisir que j’accepte cette invitation à rédiger un avant-propos à cette œuvre extravagante et excessivement imaginative.
Lorsque nous entendons des hommes et des femmes, par ailleurs raisonnables, donner quelque crédit à des balivernes du genre : Les Terriens arrivent ou Il y a des OVNI au-dessus des paisibles cités de Voltar (…), nous ne pouvons nous empêcher de soupirer en songeant à la crédulité de notre jeunesse si facilement influençable.
Le sensationnel peut faire le bonheur de ceux qui répandent de tels mythes délirants, et surtout de leur portefeuille, mais un scientifique ou un académicien digne de ce nom ne saurait y ajouter foi.
Les faits restent les faits et les mythes restent les mythes. Il ne faut jamais lier les uns aux autres.
Laissez-moi l'affirmer nettement et définitivement : il n'existe pas de planète « Terre », même sous son appellation voltarienne de « Blito-P3 », où que ce soit sur les cartes astrographiques. Et même si elle a existé, elle n'existe plus aujourd'hui et nul n'en a le souvenir.
Je vous en donne l'assurance officielle, car si la Terre existait, nous autres Voltariens le saurions bien ! (…) Alors finissons-en avec ce mythe.
C'est avec le plus grand plaisir que je reprends ici l'avertissement traditionnel des éditeurs : la « planète Terre », et par conséquent tous les personnages que vous serez amenés à rencontrer dans cette œuvre de fiction, sont entièrement imaginaires, et toute ressemblance ne peut être que pure coïncidence. (…)
Si l'on a autorisé la publication de tout cela, c'est afin d'amener l'auteur à réaliser avec honte qu'il a dépassé les limites de l'imagination la plus enfiévrée. Ce fiasco littéraire devrait l'inciter à revenir à des travaux plus raisonnables. (…) »

### Extraits de la «préface du traducteur voltarien»
Le roman comprend une « préface du traducteur voltarien », un robot prénommé 54-Charli neuf. Le robot-traducteur explique notamment quelles furent les difficultés de sa tâche.

« (…) Tous les temps ont donc été réduits en années, mois, semaines, jours, heures, minutes et secondes. Les distances ont été portées selon le système métrique. Certains poseront la question : « Pourquoi avoir opté pour le système métrique ? » L'ordinateur leur répondra que ce système est le plus répandu. Il semblerait qu'il ait été inventé en France, région réputée pour la suffisance de ses habitants. (…) »

## Quelques citations
Les citations ci-dessous sont précisées par leur emplacement dans le roman ; le numéro de page est celui de l'édition Presses Pocket, 1991  (ISBN 2-266-03516-9) :
- « J'étais abasourdi. Et mal à l'aise. N'importe qui dans l'Appareil peut vos dire qu'il est fatal de ne pas gagner à tous les coups. La pitié, c'est mortel ! Plus on utilise de coups fourrés, meilleur c'est » (chapitre 2 de la 2e partie, p. 73 de l’édition Pocket).
- La bureaucratie est « un système conçu de telle façon que personne n'est jamais responsable de quoi que ce soit. »  (chapitre 5 de la 2e partie, p. 83 de l’édition Pocket)
- « Cela me semblait bizarre de m'en être tiré comme ça, légalement, sans entourloupes, en me montrant franc. Le monde de l'honnêteté est un monde étrange pour nous autres membres de l'Appareil. On s'y sent un peu perdu, pas vraiment chez soi ! »  (dernière phrase du chapitre 5 de la 2e partie, p. 86 de l’édition Pocket)
- « Le scientifique, comme tous les scientifiques qui délibèrent avec eux-mêmes, prenait tout son temps, considérait longuement un objet, puis levait la tête d'un air songeur avant de prendre des notes. Ces gus adorent afficher un air avisé alors qu'en fait ils ne pensent qu'à une chose : aller boire un coup. Les savants de l'Appareil sont payés pour étudier la technologie de l'ennemi et donner leur avis, pas pour travailler. S'ils devaient bosser pour gagner leur vie, ils mourraient probablement de faim. »  (chapitre 8 de la 10e partie, p. 502 de l’édition Pocket)